# Curcuma exigua
Curcuma exigua är en enhjärtbladig växtart som beskrevs av N.Liu. Curcuma exigua ingår i släktet Curcuma och familjen Zingiberaceae. Inga underarter finns listade i Catalogue of Life.